# История на Индия
Историята на Индия започва с доказателства за човешка дейност на Хомо Сапиенс отпреди 75 хил. години или на по-ранни хоминиди отпреди около 500 хил. години. Индската (Харапска) цивилизация, която се разпространява и процъфтява в северозападната част на Индийския субконтинент от 3300 г. пр.н.е. до 1300 г. пр.н.е., е първата голяма цивилизация в Индия. През Зрелия Харапски период (от 2600 г. пр.н.е. до 1900 г. пр.н.е) се развива напреднала технология и администрация. Тази цивилизация от Бронзовата епоха запада преди началото на 2 хил. пр.н.е. и е последвана от Ведическата (арийската) цивилизация от Желязната епоха. Арийците се установяват в голяма част от Индогангската равнина и развиват редица малки държави, наречени Махаджанапади. В едно от тези царства през 5 или 6 век пр.н.е. са родени Гаутама Буда и Махавира, които разпространяват своите шрамански учения, противопоставящи се на Ведите.
В началото на 327 г. пр.н.е. Александър Македонски използва борбите на индийските държави и навлиза в Индия, но е принуден да прекрати завоевателния си поход. Шест години по-късно Чандрагупта застава начело на индийските племена и завзема властта, давайки началото на Маурийската империя. След 233 г. пр.н.е. империята се разпада на малки царства, наричани раджпути. Периодът, който следва, е познат като Класически в индийската история, през който Индия със своето огромно население генерира между една четвърт и една трета от световните доходи и се счита за най-голямата икономика в Античния и Средновековния свят до XVIII в.
Династията на Гуптите обединява Централна и Северна Индия през IV век и следващите двеста години са познати като „Златен век на Индия“, а Южна Индия преживява разцвета си няколко века по-късно. Аспекти на индийската цивилизация като администрация, култура и религия (индуизъм и будизъм) се разпространяват в цяла Азия.
Ислямът навлиза в Индия чрез контакта мюсюлманските търговци по южните пристанища, където процъфтява индо-римската търговия. Мисионерите суфи изиграват важна роля за превръщането на мнозинството от населението от будисти и индуисти в последователи на исляма. Инвазията на арабския генерал Мохамед бин Казим в днешен Пакистан слага началото на редица мюсюлмански империи в субконтинента през X-XV в., включително Делхийския султанат и империята на Моголите, потомците на тюркизираните монголи от Централна Азия.
През 1504 г. Бабур основава държавата на Великите Моголи със столица Делхи и въвежда централноазиатското изкуство и архитектура в Индия. Освен Моголите в Северна Индия и различните раджпути, съществуват няколко независими индуски царства в останалите части като Маратската империя, империята Виджаянагара и царство Ахом. През XVIII век Моголската империя преживява упадък, което става повод афгани, балочи, сикхи и марати да контролират големи северни области.
От средата на XVIII век големи части от Индия се управляват от Британската Източноиндийска компания. След Индийския бунт през 1857 г. британските провинции в Индия са директно администрирани от Британската корона и стават свидетели едновременно на бързо развитие на инфраструктурата и на икономически спад. През първата половина на XX век Индийският национален конгрес започва национална борба за независимост, а Мюсюлманската лига скоро се присъединява. Субконтинентът печели независимост от Великобритания през 1947 г., след като британските провинции са разделени на доминиони на Индия и Пакистан.

## Колониална ера
През 1498 година, голям морски успех на Вашку да Гама е да открие за европейците нов морски път до Индия. Вътрешните конфликти между индийските царства дава възможност на европейските търговци да се създават постепенно политическо влияние на част от тези земи.